# Геза Цифра
Геза Цифра (на немски: Géza von Cziffra) е унгарски и австрийски режисьор и сценарист, автор на документални и криминални романи.

## Биография и творчество
Геза Цифра е роден на 19 декември 1900 г. в Арад, който тогава е бил в Кралство Унгария, а сега е в Румъния. Има немски произход.
Започва кариерата си като журналист в Унгария. През 1920 г. заминава за Виена, където продължава да работи като писател и кореспондент на 2 унгарски вестника
Първата му работа във филмопроизводството е незавършен куклен филм през 1922 г. със заглавие „Пътешествията на Гъливер“. През 1923 г. той заминава за Берлин, където пише за „Berliner Tagblatt“. Първата му новела „Die Frau mit den zwei Gesichtern“ („Жена с две лица“) е публикувана в „BZ am Mittag“. След това под псевдонима Пирата Фриц пише статии за унгарската политика и за филмите на филмови компании.
Първите си игрални филми прави като асистент-режисьор на Ричард Ейсберг – „Der Greifer“ и „Der Draufgänger“. Дебютът му като режисьор и сценарист едновременно е през 1933 г. в Унгария на филма „Villa zu verkaufen“ („Къща за продан“).
През 1936 г. отново се връща в Берлин, където работи като сценарист за филмите „Die Landstreicher“, „Der grüne Kaiser“, „Es war eine rauschende Ballnacht“, „Weisser Flieder“, „Was geschah in dieser Nacht?“, „Tanz mit dem Kaiser“ и „Frauen sind keine Engel“. После работи във „Виена филм“ и прави филмите „Der weisse Traum“, „Hundstage“ и „Das Hochzeitshotel“.
В окупирана Прага през 1945 г. снима филма „Leuchtende Schatten“. По онова време за съветник на криминалната полиция е назначен щурмбанфюрер Евелер (брат на актрисата Евелер Рут) който наблюдава снимките. Поради прекомерна и обструктивна критика Цифра го изгонва от студията. Скоро след това Цифра е арестуван и отведен в Главната квартира на Гестапо в Прага с обвинение, че е ял няколко пъти в чешкия ресторант „Нойман“, без да използва германска валута. Осъден е на 12 февруари на 6 месеца затвор, от който излиза на 19 април, малко преди края на войната. Филмът не е завършен.
Веднага след войната Цифра създава първата следвоенна австрийска филмова компания „Цифра Филм“ (1945 – 1949). Снима филмите „Das unsterbliche Antlitz“, „A Tale of Five Cities – Fünf Mädchen und ein Mann“ и „Königin der Landstrasse“.
През 1950-те и 1960-те години Цифра работи предимно комедийни и музикални филми с известни германски и австрийски актьори като Питър Александър, Рудолф Плат, Сента Бергер и Хуберт фон Мейеринк и с музиканти като Бил Рамзи или Були Булан с характерно австрийско звучене. Цифра понякога участва във филмите като актьор.
Геза Цифра пише сценариите си под различни псевдоними – Петер Тренчк, Ричард Анден, Карел Кубула, Енрике Анден, Джон Фъргюсън, Томас Харер и Хорас Паркър.
От средата на 1960-те години Цифра постепенно преминава от филмите към сценариите и писането на книги. Последните му работи в киното включват „Der gestohlene Himmel“, „Zwei Teufelskerle auf dem Weg nach Istanbul“ и „Karamurat – sein Kungfu ist tödlich“. Приключва с филмовата си кариера през 1969 г.
Геза Цифра умира на 28 април 1989 г. в Дийсен ам Амерзе, Бавария, Германия. Кремиран е в Мюнхен.

## Произведения

### Романи
- Der Tod schiesst die Tore (1974)
„Смъртта вкарва голове“, изд. „Георги Бакалов“, Варна (1982), прев. Веселин Радков

### Документалистика
- Tanja und ihre vierzig Männer (1957)
- Kauf dir einen bunten Luftballon. Erinnerungen an Götter und Halbgötter (1975)
- Immer waren es die Frauen ... Eine intime Zeitgeschichte (1976)
- Das Beste aus meiner Witze – und Anekdotensammlung vom Film (1977)
- Hanussen. Hellseher des Teufels. Die Wahrheit über den Reichstagsbrand (1978)
- Tango. Roman einer Berliner Familie (1980)
- Der Kuh im Kaffeehaus. Die goldenen Zwanziger in Anekdoten (1981)
- Der heilige Trinker (1983) – за Йосиф Рот
- Es war eine rauschende Ballnacht. Eine Sittengeschichte des deutschen Films (1985)
- Im Wartesaal des Ruhms. Begegnungen mit berühmten Persönlichkeiten wie Bert Brecht, Albert Einstein, Erich Kästner u.a. (1985)
- Dr Martin Ottler, Mitläufer (1988)
- Ungelogen. Erinnerungen an mein Jahrhundert (1988) – автобиография

## Филмография
- Gullivers Reisen (1924)
- Egy éj Velencében (1934)
- Mindent a nöért (1934) – с Бела Гаал
- Szent Péter esernyöje (1935)
- Der weiße Traum (1943)
- Hundstage (1944)
- Leuchtende Schatten (1945)
- Glaube an mich (1946)
- Das unsterbliche Antlitz (1947)
- Liebe nach Noten (1947)
- Königin der Landstraße (1948)
- Der himmlische Walzer (1949)
- Lambert fühlt sich bedroht (1949)
- Höllische Liebe (1949)
- Gefährliche Gäste (1949)
- Gabriella (1950)
- Der Mann, der sich selber sucht (1950)
- Die Dritte von rechts (1950)
- Passaporto per l'oriente (1951)
- Die verschleierte Maja (1951)
- Der bunte Traum (1952)
- Tanzende Sterne (1952)
- Das singende Hotel (1953)
- Die Blume von Hawaii
- Geld aus der Luft
- Tanz in der Sonne
- Der falsche Adam
- Die Beine von Dolores (1957)
- Infermiera di notte (1958)
- Kauf dir einen bunten Luftballon (1961)
- Die Fledermaus (1962)
- Das süße Leben des Grafen Bobby
- Der Vogelhändler
- Josefine – das liebestolle Kätzchen (1969)